# Andrea Lulli
Andrea Lulli (Prato, 7 aprile 1953) è un politico italiano.

## Biografia
Nato e cresciuto a Prato, nel dicembre 1970 si iscrisse al PCI e fu membro della dell'Arci di Prato.
Dopo aver lavorato in un ente parasanitario, entrò nella CGIL, dove tra il 1990 e il 1995 divenne segretario generale aggiunto, dopo aver guidato la Filtea, il sindacato dei lavoratori tessili.
Nel 1995 divenne assessore allo sviluppo economico e alla mobilità del Comune di Prato.
Alle elezioni politiche del 2001 fu eletto alla Camera dei deputati per i DS con la coalizione dell'Ulivo raccogliendo 47.465 voti nel collegio uninominale di Prato-Montemurlo.
Alle elezioni politiche del 2006 fu riconfermato alla Camera dei deputati nella lista dell'Ulivo nella circoscrizione Toscana.
Alle elezioni politiche del 2008 fu nuovamente riconfermato alla Camera dei deputati nella lista del Partito Democratico nella circoscrizione Toscana.